# Karlov (Bílá Voda)
Karlov (deutsch Karlshof) ist eine erloschene Rotte der Gemeinde Bílá Voda in Tschechien. Sie liegt einen Kilometer südlich von Bílá Voda und gehört zum Okres Jeseník.

## Geographie
Karlov befindet sich auf einer Anhöhe im Reichensteiner Gebirge (Rychlebské hory). Westlich liegt das Tal der Bílá voda, im Osten das des Jelenský potok. Gegen Nordosten erstreckt sich das Wildgehege Bílá Voda, im Westen das Wildgehege Jedlovec. Östlich erhebt sich der Na Střelnici (433 m n.m.), im Südosten der U Šesti lip (Ritscheberg, 562 m n.m.) und der Jelen (Hoheberg, 702 m n.m.), südlich der Jahodník (Erdbeerkoppe, 576 m n.m.) und der Muflon (Wiedmuthsberg, 579 m n.m.), im Südwesten die Kohlkoppe (502 m n.m.), westlich die Paseka (Alter Hau, 541 m n.m.) und der Scholzenberg (491 m n.m.) sowie im Nordwesten der Na Vychlídce (Hutberg, 425 m n.m.).
Nachbarorte sind Ves Bílá Voda im Norden, Městys Bílá Voda und Kamenička im Nordosten, Hundorf im Osten, Růženec im Süden, U Šišky im Südwesten sowie Na Vyhlídce (Gucke) und Złoty Stok im Nordwesten. 

## Geschichte
Der Karlshof entstand als Meierhof des Gutes Weißwasser. Er wurde dem Dorf Weißwasser zugerechnet, wo sich auch die Trivialschule befand. Pfarrort war Markt Weißwasser. Bis zur Mitte des 19. Jahrhunderts blieb der Karlshof ein Zubehör des Gutes Weißwasser.
Nach der Aufhebung der Patrimonialherrschaften bildete Karlshof ab 1849 eine Ansiedlung der Marktgemeinde Weißwasser im Gerichtsbezirk Jauernig. Ab 1869 gehörte Karlshof zum Bezirk Freiwaldau. In der Folgezeit entstanden bei dem Hof einige Chaluppen. 1930 lebten in Karlshof elf Personen. Nach dem Münchner Abkommen wurde die Rotte 1938 dem Deutschen Reich zugesprochen und gehörte bis 1945 zum Landkreis Freiwaldau. Nach dem Ende des Zweiten Weltkrieges kam die Rotte zur Tschechoslowakei zurück und wurde nun Karlov genannt; die deutschsprachigen Bewohner wurden 1945 nach Deutschland vertrieben. In der zweiten Hälfte des 20. Jahrhunderts wurde die Ansiedlung aufgegeben.
Heute steht in Karlov nur noch die Ruine des Meierhofes.

## Ortsgliederung
Karlov ist Teil des Katastralbezirkes Bílá Voda u Javorníka.